# Барк, Нильс (1760–1822)
Граф Нильс Антон Августин Барк (швед. Nils Anton Augustin Barck; 27 августа 1760, Вена — 30 сентября 1822, Сольна, Швеция) — шведский композитор, дипломат и государственный деятель.

## Биография
Родился в семье дипломата Нильса Барка (1713—1782), когда тот был послом Швеции в Австрийской империи.
В 1776 году поступил на государственную службу, стал придворным в 1778 году, участвовал в дипломатических миссиях. В 1793 году был назначен статс-секретарём в Министерстве иностранных дел Швеции, где в основном занимался вопросами, касающимися  шведской Померании, был активным сторонником административных реформ. Однако, столкнулся с сопротивлением как со стороны регента Швеции Густава Адольфа Рейтерхольма, так и местных помещиков.
В 1799 году был назначен губернатором Висмара и председателем трибунала Верховного суда немецких провинций Швеции, который в 1802 году был перенесен в Померанию.
12 декабря 1783 года был избран членом Шведской королевской музыкальной академии. Президент музыкальной академии в 1803—1810 годах.

## Избранные музыкальные сочинения
- Scherzando i B-dur. Publicerad 1791 i Musikaliskt Tidsfördrif som nummer 6.
- Marsch i A-dur. Publicerad 1793 i Musikaliskt Tidsfördrif som nummer 5/6.
- Tempo di minuetto i D-dur. Publicerad 1793 i Musikaliskt Tidsfördrif som nummer 7.